# Nuevo París

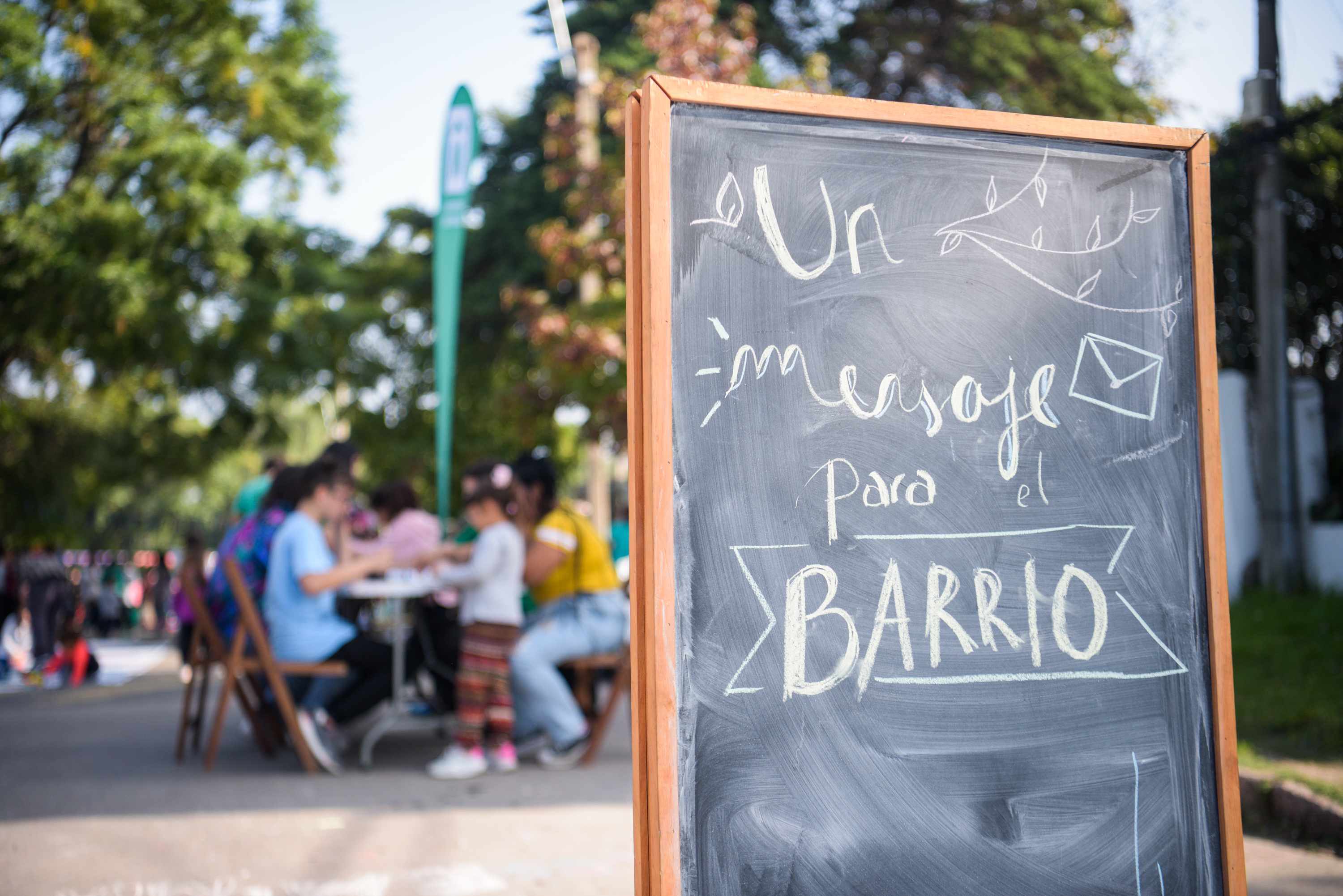
Peatonal barrial en Nuevo París. Las peatonales barriales son calles que se cortan por un tiempo determinado para el desarrollo de actividades lúdicas.

Nuevo París es un barrio ubicado en el centro oeste de la ciudad de Montevideo, Uruguay. Se ubica en las inmediaciones de Belvedere, Sayago, La Teja y Paso de la Arena. Se formó a partir de 1869 en torno a granjas, como la "Granja Divita" de  Tarcicio A. Cardozo, así como quintas de italianos y españoles, fundamentalmente gallegos. 
A principios del siglo XX se destacaban casas con amplios terrenos para pasar los fines de semana. Posteriormente, esas granjas fueron reconvertidas a barrios de cooperativas de vivienda y a instalaciones industriales.  
Actualmente, se ubica allí el Complejo Industrial Montevideo de Conaprole y la planta industrial de arroz SAMAN. Como construcciones arquitectónicas, destacan en el barrio la Iglesia Parroquia San Francisco de Asís y el convento de las Hermanas Capuchinas. 
Sus vías más importantes son Santa Lucía y José Llupes.  

## Historia
Tuvo su formación desde 1879. Antes era el barrio San Antonio. Era una urbanización aislada hasta 1892 cuando se estableció Belvedere al sur y comenzó a unirse al resto de Montevideo.
Desde sus comienzos se caracterizó por reunir algunas de las curtiembres más importantes del país. Entre las plantas industriales destacaron, BAO, la de Ferrosmalt, que armó los primeros refrigeradores y otros electrodomésticos uruguayos; la Fábrica de Esmaltados Sue, cuyos utensilios de cocina hicieron época; y la fábrica Cemantosa de chapas de fibrocemento. También se instalaron fábricas como La Mundial, curtiembres como la Suizo Uruguaya, Branaa, Curtifrance y otras. También se instaló una fábrica de vidrio en Santa Lucía y Aldao. En la zona abundaban barracas que proveían artículos de construcción. 
Sobre la calle Yugoeslavia 739 se encuentra el casco de la Granja Divita, de Tarcicio Cardozo, erigido en 1909. Antiguamente, la estancia llegaba casi hasta la actual ruta 5. En esa estancia, Tarcicio comercializaba sus carneros Merino Precoz Uruguayo, una raza creada por él mismo. Sobre la calle Gral Hornos estuvo ubicada la quinta del Dr. Jude. 
|                                                                            |
| Construcción de la calle Vitoria. Al fondo: Iglesia San Francisco de Asís. |

|                                                       |
| Barrio Nuevo París. Al fondo: el cerro de Montevideo. |

|                                      |
| Calle Santa Lucía esquina Calaguala. |

|                                    |
| Calle Santa Lucía esquina Ladines. |

La textil La Mundial estuvo muy ligada a la zona por décadas, con productos de primera calidad. También el Colegio Madre Paulina, una de cuyas construcciones es de Eladio Dieste.[cita requerida]
La Capilla San Antonio, que tiene sus antecedentes en una pequeña capillita con la imagen de San Antonio, en una plaza sobre José Llupes, alrededor de la cual se hacían varias ceremonias religiosas a mediados del siglo XX. Actualmente esa construcción histórica no existe más y la imagen está dentro de la Iglesia San Antonio, obra del Padre Domingo de Tacuarembó.

## Lugares de interés

### Centro Cultural Alba Roballo

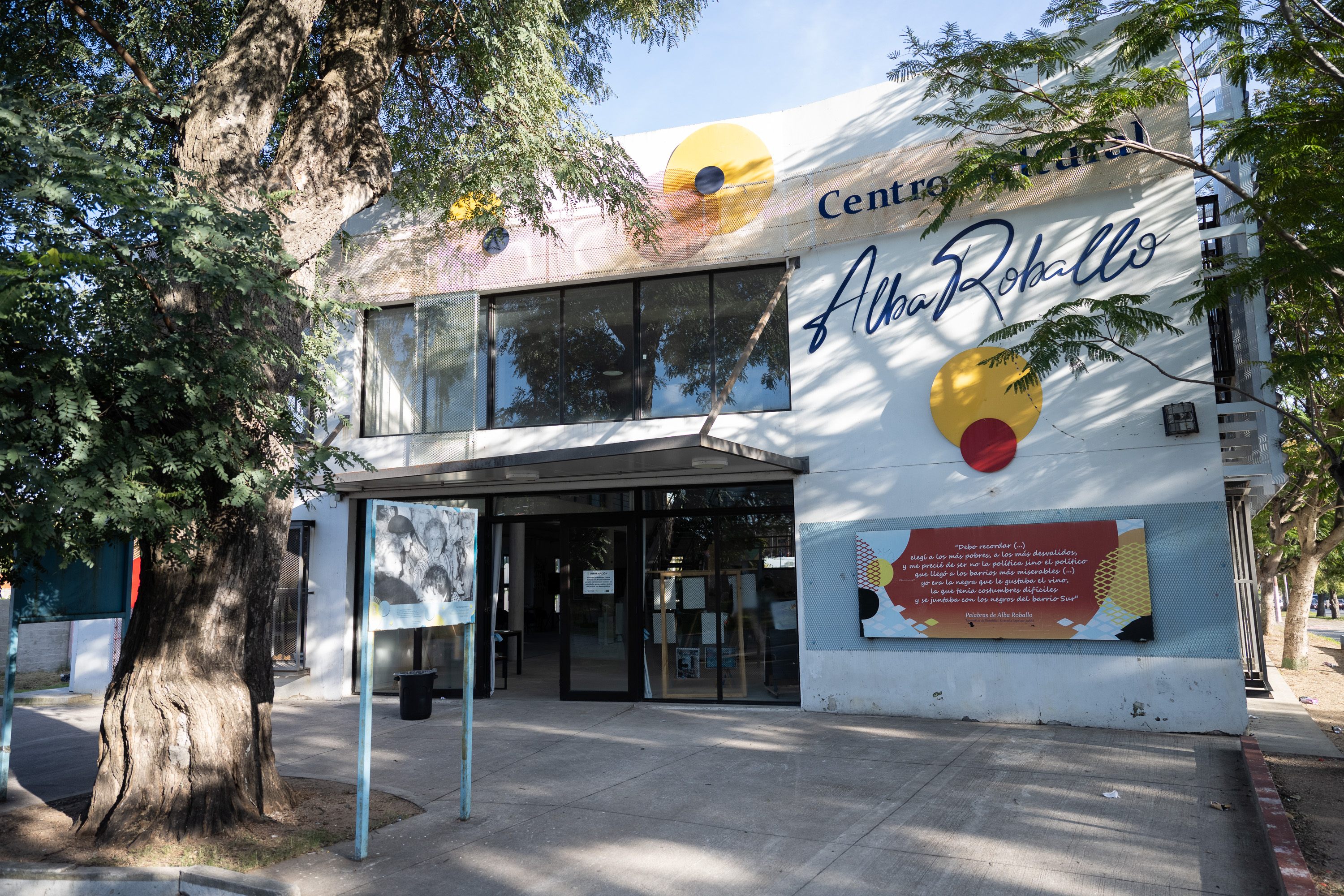
Centro Cultural Alba Roballo.

El 1° de agosto de 2020, se inauguró el Centro Cultural Alba Roballo, en homenaje a la política uruguaya Alba Roballo. La idea del Centro comenzó como una iniciativa de un grupo de vecinos llamado New Paris en 2015, que realizaban actividades artísticas y culturales en el barrio. El centro cuenta con una sala de cine, y en el local funciona una Escuela de Cine del Oeste. El espacio sirve también como un lugar donde se realizan diversas actividades para la población del barrio. El centro es co-administrado por los vecinos, junto con la Intendencia de Montevideo.

### Club Atlético Villa Teresa
El Club Atlético Villa Teresa es un club deportivo uruguayo con sede en el barrio Nuevo París de la ciudad de Montevideo. Fue fundado en 1941. Se destacan sus ramas de fútbol y ciclismo.
En fútbol, participó en varias categorías del ascenso profundo, siendo el único equipo de la historia en haber competido hasta en 6 escalones distintos dentro de las jerarquías de la AUF (desde el nivel 6 hasta la Primera División, la cual participó una única vez en la edición 2015-16).